# Christian Harrison
Christian Harrison (nacido el 29 de mayo de 1994) es un jugador tenista profesional estadounidense. Él es el hermano menor de Ryan Harrison.
Se le concedió un wildcard para el Sony Open en Miami 2013, donde jugó en dobles junto a su hermano. También realizó la última ronda de clasificación para el Abierto de Estados Unidos de 2016.

## Títulos ATP (2; 0+2)

### Dobles (2)
| Leyenda                         |
| Grand Slam (0)                  |
| ATP Wourld Tour Finals (0)      |
| ATP World Tour Masters 1000 (0) |
| ATP World Tour 500 (2)          |
| ATP World Tour 250 (0)          |

| N.º | Fecha                | Torneo   | Superficie | Pareja    | Oponentes en la final       | Resultado      |
| --- | -------------------- | -------- | ---------- | --------- | --------------------------- | -------------- |
| 1.  | 9 de febrero de 2025 | Dallas   | Dura (i)   | Evan King | Ariel Behar Robert Galloway | 7-6(4), 7-6(4) |
| 2.  | 1 de marzo de 2025   | Acapulco | Dura       | Evan King | Sadio Doumbia Fabien Reboul | 6-4, 6-0       |

#### Finalista (3)
| N.º | Fecha                 | Torneo       | Superficie | Pareja        | Oponentes en la final               | Resultado              |
| --- | --------------------- | ------------ | ---------- | ------------- | ----------------------------------- | ---------------------- |
| 1.  | 13 de enero de 2021   | Delray Beach | Dura       | Ryan Harrison | Ariel Behar Gonzalo Escobar         | 7-6(5), 6-7(4), [4-10] |
| 2.  | 11 de enero de 2025   | Auckland     | Dura       | Rajeev Ram    | Nikola Mektić Michael Venus         | w/o                    |
| 3.  | 16 de febrero de 2025 | Delray Beach | Dura       | Evan King     | Miomir Kecmanović Brandon Nakashima | 6-7(3), 6-1, [3-10]    |

## Títulos Challenger
| Leyenda             | Individuales | Dobles |
| ------------------- | ------------ | ------ |
| ATP Challenger Tour | 0            | 9      |

### Dobles (9)
| N.º | Fecha               | Torneos                    | Superficie            | Pareja             | Oponentes                              | Resultado              |
| --- | ------------------- | -------------------------- | --------------------- | ------------------ | -------------------------------------- | ---------------------- |
| 1.  | 12.06.2021          | Challenger de Orlando II   | Dura                  | Peter Polansky     | JC Aragone Nicolás Barrientos          | 6-2, 6-3               |
| 2.  | 24.07.2021          | Challenger de Cary         | Dura                  | Dennis Novikov     | Petros Chrysochos Michail Pervolarakis | 6-3, 6-3               |
| 3.  | 23.04.2022          | Challenger de Tallahassee  | Tierra batida         | Gijs Brouwer       | Diego Hidalgo Cristian Rodríguez       | 4-6, 7-5, [10-6]       |
| 4.  | 04.06.2022          | Challenger de Little Rock  | Dura                  | Andrew Harris      | Robert Galloway Max Schnur             | 6-4, 6-4               |
| 5.  | 04.02.2023          | Challenger de Tenerife II  | Dura                  | Shintaro Mochizuki | Matteo Gigante Francesco Passaro       | 6-4, 6-3               |
| 6.  | 11.02.2023          | Challenger de Tenerife III | Dura                  | Andrew Harris      | Luke Johnson Sem Verbeek               | 7-6(6), 6-7(4), [10-8] |
| 7.  | 22.07.2023          | Challenger de Granby       | Dura                  | Miķelis Lībietis   | Tristan Schoolkate Adam Walton         | 6-4, 6-3               |
| 8.  | 24.02.2024          | Challenger de Pau          | Dura (i)              | Brandon Nakashima  | Romain Arneodo Sam Weissborn           | 7-6(5), 6-4            |
| 9.  | 27 de abril de 2024 | Savannah                   | Tierra batida (verde) | Marcus Willis      | Simon Freund Johannes Ingildsen        | 6-3, 6-3               |